# Јожа Рутић
Јожа Рутић (Загреб, 15. новембар 1910 — Мостар, 11. август 1977) је био југословенски филмски и позоришни глумац. 

## Биографија
Од 1931. наступао у драмским и оперетним улогама у загребачком ХНК-у, гдје је 1936. постао стални члан. Његов смисао за сценску комику посебно је долазио до изражаја у карактерним улогама (Узоринац у Љубици А. Шеное; Томо у Молијèрову Умишљеном болеснику; Флориндо у Лашцу и Фабрицио у Крчмарици Мирандолини К. Голдонија), међу којима се посебно издвајају интерпретације Уга Тудешка у Дунду Мароју М. Држића и Мишча у Проданоме дедеку Антона Хамика. Био је врхунски тумач дијалекталних дела и кајкавског репертоара (Похаби у Диогенешу Т. Брезовачког и Грегур у Барону Тамбурлановићу), а велику популарност стекао је наступима у кабарету Дверце, за који је уједно написао и низ сатиричких, друштвенокритичких текстова, куплета и попевки. 
Био је један од оснивача и водитеља Казалишта народног ослобођења (од краја априла 1942), а након рата отишао је у Београд (Хорват у На крају пута М. Матковића; Кланфар у Леди М. Крлеже; Кајгана у Женидби Н. В. Гогоља).
Био је ожењен глумицом Ивком Рутић, са којом је заједно био у партизанима. Новембра 1943. године, родила се њихова ћерка Дина Рутић, која је такође била глумица и супруга глумца Зорана Радмиловића.

## Филмографија
Глумац | 
| Глумац | ▲ |
| ------ | - |

Дугометражни филм | ТВ филм | ТВ серија | ТВ кратки филм
|                   | 1940 | 1950 | 1960 | 1970 | Укупно |
| ----------------- | ---- | ---- | ---- | ---- | ------ |
| Дугометражни филм | 2    | 6    | 2    | 0    | 10     |
| ТВ филм           | 0    | 2    | 11   | 4    | 17     |
| ТВ серија         | 0    | 0    | 4    | 0    | 4      |
| ТВ кратки филм    | 0    | 0    | 1    | 0    | 1      |
| Укупно            | 2    | 8    | 18   | 4    | 32     |
|           | Назив                     | Улога                         |
| --------- | ------------------------- | ----------------------------- |
| 1947      | Славица                   | Никша                         |
| 1949      | Прича о фабрици           | Адвокат                       |
| 1950-te ▲ |                           |                               |
| 1950      | Језеро                    | Фрањо                         |
| 1950      | Црвени цвет               | Наредник Курт                 |
| 1951      | Бакоња фра Брне           | Рора                          |
| 1952      | Сви на море               | Професор музике               |
| 1956      | Потрага                   | Лекар                         |
| 1956      | Зле паре                  | Командант места               |
| 1960-te ▲ |                           |                               |
| 1960      | Друг председник центарфор | Тренер                        |
| 1961      | Велика турнеја            | Директор хотела (као Ј Рутић) |
|           | Назив                       | Улога                                 |
| --------- | --------------------------- | ------------------------------------- |
| 1957      | На крају пута               | Алојз Хорват                          |
| 1959      | Дундо Мароје                | Уго Тудешко                           |
| 1960-te ▲ |                             |                                       |
| 1960      | Два погледа кроз кључаоницу | /                                     |
| 1964      | Извесне обавезе             | /                                     |
| 1965      | Са њима долази смрт         | /                                     |
| 1965      | Чувај ми Амелију            | /                                     |
| 1967      | Јегор Буличов               | Василиј Достигајев                    |
| 1967      | Десети рођаци               | /                                     |
| 1968      | На рубу памети              | Г министар др Марко Антоније Јаворсек |
| 1968      | Прљаве руке                 | /                                     |
| 1968      | Не играј се љубављу         | /                                     |
| 1968      | Наши синови                 | /                                     |
| 1969      | Величанствени рогоња        | Кмет                                  |
| 1970-te ▲ |                             |                                       |
| 1970      | Седам писара                | /                                     |
| 1971      | Капетан из Кепеника         | /                                     |
| 1972      | Афера недужне Анабеле       | /                                     |
| 1973      | Диогенес                    | /                                     |
| Од | До | Назив | Улога |
| -- | -- | ----- | ----- |

|      | Назив        |
| ---- | ------------ |
| 1967 | Ноћна кафана |